# Januari 2009
Dit artikel geeft een chronologisch overzicht van belangrijke gebeurtenissen per dag in de maand januari van het jaar 2009.

## Gebeurtenissen

### 1 januari
- Slowakije voert de euro in.
- De Russische energiemaatschappij Gazprom legt de levering van aardgas aan de Oekraïense energiemaatschappij Naftohaz stil omdat deze achter zou zijn met betalingen en vanwege onenigheid over de hoogte van de aardgasprijs voor 2009.
- Bij een brand in een nachtclub in de Thaise hoofdstad Bangkok komen 61 mensen om het leven.
- Dieven stelen tijdens de nieuwjaarsnacht kunstwerken van onder meer Pablo Picasso en Henri Matisse uit een Berlijnse galerie.
- Een 19-jarige jongen komt op nieuwjaarsochtend om het leven op station Rotterdam Alexander. Hij wordt aangereden door een intercitytrein. Een tweede slachtoffer, een 21-jarige man uit Oegstgeest, raakt zwaargewond.
- In Noorwegen wordt een streng verbod op prostitutie van kracht. Op prostitutiebezoek zowel in Noorwegen als in het buitenland komen boetes en celstraffen oplopend tot zes maanden te staan. In geval van kinderprostitutie kan de gevangenisstraf oplopen tot drie jaar.
- De Belgische veldrijder Sven Nys wint zijn eigen GP Sven Nys.

### 2 januari
- In supersnelrechtszittingen worden in de vier grote steden 24 mensen veroordeeld voor wangedrag in de nieuwjaarsnacht.
- Op Sri Lanka veroveren regeringstroepen de stad Kilinochchi, de officieuze hoofdstad van het door de Tamiltijgers bezette gebied in het noorden van het land. Wikinieuws
- EU-voorzitter Tsjechië eist dat de Russische gasleveranties aan EU-landen onmiddellijk worden hervat in de afgesproken omvang.
- Canadese militairen in Afghanistan voorkomen naar eigen zeggen een spectaculaire zelfmoordaanslag. Militairen schieten in de stad Kandahar een man dood die met zijn auto stoptekens negeerde. De man blijkt onderweg met 600 kilogram explosieven, waaronder drie sovjetvliegtuigbommen.
- Ongeveer zestig mensen zitten in het Finse skioord Kuusamo urenlang vast in een skilift bij temperaturen van meer dan twintig graden onder nul.
- Ethiopië begint met de terugtrekking van zijn troepen uit buurland Somalië. Dat zegt een belangrijke adviseur van de Ethiopische premier Meles Zenawi.

### 3 januari
- Na een week van bombardementen op doelen van Hamas in de Gazastrook trekken Israëlische grondtroepen het Palestijnse gebied binnen om tegen de terreur- en verzetsorganisatie te vechten.
- Raymond van Barneveld bereikt de finale van het wereldkampioenschap darts van profbond PDC.
- De politie houdt drie mannen aan vanwege betrokkenheid bij een amfetaminelaboratorium in een woning in Almere-Stad. In het huis ontstaat brand als een van de drie mannen, een 55-jarige man zonder vaste woonplaats, synthetische drugs aan het fabriceren is.
- De politie in Antwerpen pakt zo'n 95 jongeren op bij een demonstratie tegen de bombardementen op de Gazastrook.
- Schaatsster Annette Gerritsen wordt gediskwalificeerd bij de Nederlandse sprintkampioenschappen in Groningen. De rijdster van DSB, favoriete voor de titel, noteert twee valse starts op de 500 meter en wordt uit de wedstrijd genomen.
- Bitcoin werd gelanceerd als eerste  cryptomunt, door Satoshi Nakamoto.

### 4 januari
- Een Britse en een Spaanse journalist, die in november in Somalië waren ontvoerd, worden ongedeerd vrijgelaten. Colin Freeman was met zijn fotograaf José Cendon onderweg voor de Britse krant The Daily Telegraph, toen zij werden ontvoerd in Puntland, een afvallige regio in het noorden van Afrika.
- Zeker 33 mensen komen om door een aardverschuiving in het noorden van Guatemala. Eerder zijn al 22 doden gemeld. De aardverschuiving vindt plaats in het district Alte Verapaz, op ongeveer 200 kilometer van Guatemala-Stad.
- De regering van Brazilië gaat dit jaar 1,2 miljard gratis condooms uitdelen onder de bevolking, evenals 70 miljoen gratis doosjes anticonceptiepillen en een half miljoen gratis morning-afterpillen. Het gaat om het grootste programma dat ooit door een regering is opgezet in de strijd tegen ongewenste zwangerschappen en tegen aids en andere seksuele aandoeningen.
- Bill Richardson trekt zich terug als minister van Handel in het nieuwe kabinet van de aanstaande Amerikaanse president Barack Obama.
- Veertig mensen komen om door een zelfmoordaanslag op sjiitische pelgrims in de Iraakse hoofdstad Bagdad. Zeker 72 mensen raken gewond.
- Schaatsster Margot Boer wordt in Groningen voor het eerst in haar carrière Nederlands sprintkampioene. De schaatsster van DSB blijft in het eindklassement Natasja Bruintjes en Laurine van Riessen voor.

### 5 januari
- PvdA-politicus Ahmed Aboutaleb wordt 's ochtends tijdens een buitengewone raadsvergadering beëdigd als burgemeester van Rotterdam. Wikinieuws
- Grote delen van Europa kampen met de gevolgen van het winterweer: gladheid en sneeuwval leiden tot talrijke ongevallen, files en vertragingen. Door de koude sterven in Polen en Hongarije zeker zeven mensen.
- Topcommandanten van een belangrijke rebellenbeweging in de Democratische Republiek Congo zeggen dat zij hun leider Laurent Nkunda hebben afgezet. Ze zouden de ex-generaal wegens "slecht leidinggeven" uit de macht hebben ontzet.
- In Gaza-stad breken hevige gevechten uit tussen Israëlische troepen en Palestijnse strijders van Hamas en de Islamitische Jihad.
- Op de voorpagina van de noodlijdende The New York Times verschijnt voor de eerste keer in de geschiedenis van de krant een advertentie op de voorpagina.

### 6 januari
- Tientallen Palestijnen komen om bij een aanval van het Israëlische leger op een internationale school van de Verenigde Naties in de noordelijke Gazastrook. Volgens Israël werden Israëlische troepen vanuit de school beschoten. De VN ontkennen dat er strijders binnen waren.
- Uit protest tegen het Israëlische offensief in de Gazastrook zet Venezuela de Israëlische ambassadeur het land uit. De linkse regering in Caracas verwijt Israël een "grove schending van internationale wetten".
- Het KNMI noteert een temperatuurverschil van maar liefst bijna 20 graden Celsius tussen het noorden en het zuiden van Nederland. Om 22.00 uur vriest het 18,3 graden in Ell bij Weert, terwijl het op Vlieland 1 graad boven nul is.
- Gerard de Rooy behaalt zijn tweede dagzege in de Dakar Rally. De Nederlandse vrachtwagenchauffeur doet 4 uur 20 minuten en 27 seconden over de vierde etappe, van Jacobacci naar Neuquen over 459 kilometer.
- In Alblasserdam veroorzaakt een brand in een autobedrijf grote schade. Circa veertig auto's en twee speedboten gaan in de vlammen op.

### 7 januari
- Na de stillegging op 1 januari van de levering van Russisch aardgas aan Oekraïne is nu ook de doorvoer via Oekraïne aan andere Europese landen stilgevallen. Beide partijen geven elkaar hiervan de schuld.
- Motorcoureur Frans Verhoeven eindigt als tweede in de vijfde etappe van de Dakar Rally. In de rit over ruim 500 kilometer door het Argentijnse landschap tussen Neuquen en San Rafael is alleen de Amerikaan Jonah Street sneller.
- Een man in New York eist 1,1 miljoen euro van zijn ex-vrouw, omdat zij tijdens hun huwelijk een nier van hem kreeg. De 49-jarige arts stond in 2001 zijn nier af aan zijn zieke vrouw. Vier jaar later besloot zij bij hem weg te gaan.
- Een Nederlander die in september in Ethiopië ontvoerd werd, wordt vrijgelaten. Ook een Japanse vrouw, die samen met hem gevangengenomen werd, is weer op vrije voeten. De man, Willem Sools, werkt als verpleegkundige voor Dokters van de Wereld in de Ethiopische regio Ogaden, bij de grens met Somalië.

### 8 januari
- Russische president Vladimir Poetin en zijn Tsjechische collega Mirek Topolanek naderen een oplossing van het gasconflict tussen Rusland en Oekraïne. Er is een akkoord getroffen over de voorwaarden waaronder de EU waarnemers plaatst in Oekraïne. Deze zouden erop moeten toezien dat daar geen gas wordt afgetapt.
- Vanwege beschietingen door het Israëlische leger op onder meer een hulpkonvooi van de Verenigde Naties, waarbij een vrachtwagenchauffeur en zijn begeleider om het leven komen, schorten de VN hun hulpverlening in de Gazastrook op. De Veiligheidsraad van de Verenigde Naties neemt resolutie 1860 aan waarin Israël en Hamas worden gemaand hun gevechten te staken.
- Het NK marathonschaatsen op natuurijs wordt op de Oostvaardersplassen verreden. Bij de veteranen wint Arnold Stam, bij de vrouwen Carla Zielman en bij de mannen Sjoerd Huisman. De vorige NK-marathonschaatswedstrijd op natuurijs dateert uit 1996.
- De Tweede Kamer moet zich buigen over de vraag of ze een verbod wil op consumentenvuurwerk. Het eerste digitale burgerinitiatief verkrijgt de benodigde 40.000 handtekeningen.

### 9 januari
- De grootste bank van Amerika, Citigroup, voert gesprekken met branchegenoot Morgan Stanley om een joint venture op te richten om hun effectenmakelaardij-divisies samen te voegen.
- PVV-Tweede Kamerlid Hero Brinkman wordt uit de Nederlandse delegatie gezet, die op Aruba deelneemt aan het Parlementair Overleg Koninkrijksrelaties (POK). Deze uitsluiting, kort voor het einde van de besprekingen, gebeurt nadat Brinkman de Arubaanse minister van Justitie Rudy Croes opnieuw "een leugenaar" heeft genoemd.
- De Amerikaanse vliegtuigfabrikant Boeing zet het mes in de divisie die verkeersvliegtuigen bouwt. Bij dat onderdeel verdwijnen dit jaar vierduizend tot 4500 banen.
- Een rechtbank in het Amerikaanse Miami veroordeelt de zoon van de voormalige Liberiaanse president Charles Taylor tot 97 jaar celstraf wegens betrokkenheid bij executies en martelpraktijken in het West-Afrikaanse Liberia.
- De aanstaande Amerikaanse president Barack Obama kiest voor Leon Panetta als hoofd van de Amerikaanse geheime dienst CIA.

### 10 januari
- De leider in ballingschap van de Palestijnse Islamitische Verzetsbeweging Hamas, Khaled Meshaal, stelt in een televisierede van een half uur voorwaarden voor een eventueel staakt-het-vuren in het conflict met Israël.
- Slowakije gaat een kerncentrale heropenen die het eind vorig jaar sloot op basis van overeenkomsten met de EU.
- Sinds eind december zijn meer dan veertig mensen om het leven gekomen door de extreme kou in Roemenië, aldus de Roemeense assistent-onderminister van Volksgezondheid, Raed Arafat.
- Lornah Kiplagat en Rutger Smith worden beiden uitgeroepen tot KNAU-atleet van het jaar 2008, net als in 2007. Beste junior is kogelstoter Melissa Boekelman vanwege haar zilveren medaille bij de WK junioren in het Poolse Bydgoszcz.
- Rintje Ritsma wordt benoemd tot erelid van schaatsbond KNSB. Dat krijgt de viervoudig wereldkampioen te horen bij zijn afscheid in Thialf, na afloop van de tweede dag van het Europees kampioenschap allround.
- Kunstenaar Jaap de Vries wint de Wim Izaksprijs.

### 11 januari
- Een veerpont in Indonesië verongelukt. Aan boord bevinden zich 250 passagiers en achttien bemanningsleden.
- Oekraïne ondertekent een akkoord om de Russische levering van gas aan Europa te hervatten.
- Tientallen jongeren demonstreren in Rotterdam enkele uren tegen de aanvallen van Israël op de Gazastrook. Ze scanderen daarbij leuzen die tegen Joden zijn gericht, dragen Marokkaanse en Palestijnse vlaggen en roepen dat Palestina vrij moet zijn.
- Een binnenvaartschip en een lege chemicaliëntanker komen aan het eind van de middag met elkaar in aanvaring op de kruising van de Dordtse Kil en het Hollands Diep.
- De Gouden Ganzenveer 2009 wordt toegekend aan schrijver Adriaan van Dis.
- Schaatsster Claudia Pechstein wordt in Thialf voor de derde keer in haar loopbaan Europees allroundkampioene. Hetzelfde geldt voor Sven Kramer bij de mannen.
- De politie haalt met een helikopter tien personen en een hond van het forteilandje Pampus bij Muiden. Zij waren daar over het ijs naar toe gelopen, maar konden niet meer terug.

### 12 januari
- Het Nederlandse energiebedrijf Essent maakt bekend dat het Duitse RWE Essent voor 9,3 miljard euro wil overnemen.
- De mondiale voetbalbond FIFA roept Cristiano Ronaldo in Zürich uit tot wereldvoetballer van het jaar. De Portugees krijgt de voorkeur boven de Braziliaan Kaká, de Argentijn Lionel Messi en de Spanjaarden Xavi en Fernando Torres.
- Voormalig cultuurminister Elco Brinkman wordt voorzitter van de adviescommissie over innovatiemogelijkheden bij de gedrukte pers.
- De Afghaanse regering bevestigt dat de stoffelijke resten die vorig jaar zijn gevonden van de voormalige Afghaanse president Mohammad Daud Khan zijn. De stoffelijke overblijfselen van Daud Khan en zestien familieleden zijn in 2008 gevonden in twee massagraven op een militair oefenterrein in de hoofdstad Kabul.
- NRC Handelsblad en Radio Nederland Wereldomroep beginnen een samenwerkingsproef op hun Engelstalige websites.

### 13 januari
- Na zes dagen transporteert Rusland weer aardgas via Oekraïne naar andere Europese landen. Enkele uren later echter sluit Oekraïne de doorvoer weer af, naar eigen zeggen omdat Rusland "ontoelaatbare voorwaarden" stelt.

### 15 januari
- US Airways-vlucht 1549, een Airbus A320 met 155 mensen aan boord, maakt een noodlanding in de Amerikaanse rivier de Hudson in de staat New York, mogelijk vanwege een zwerm ganzen in de motoren. Alle inzittenden overleven de landing in het koude water.

### 17 januari
- NRC Handelsblad publiceert een memorandum van het Nederlandse ministerie van Buitenlandse Zaken, waarin wordt vermeld dat de inval in Irak in 2003 volkenrechtelijk waarschijnlijk niet door de beugel kon. Het memorandum lijkt door de ambtelijke top bewust te zijn weggehouden van de toenmalige minister Jaap de Hoop Scheffer.

### 18 januari
- Een dag nadat Israël hetzelfde deed, besluit ook Hamas tot een eenzijdig bestand in het conflict rond de Gazastrook, dat daarmee tot een voorlopig einde lijkt te zijn gekomen.

### 19 januari
- Camiel Eurlings, de Nederlandse minister van Verkeer, geeft het startsein voor het eerste experiment met dynamische of variabele maximumsnelheden op de A1 tussen Bussum en Muiderberg. Deze worden aangegeven met behulp van matrixborden boven de rijbanen.
- Door het sluiten van een overeenkomst wordt het conflict over de levering en doorvoer van aardgas tussen Oekraïne en Rusland beëindigd.

### 20 januari
- Barack Obama wordt geïnaugureerd als de nieuwe president van de Verenigde Staten en opvolger van George W. Bush. Nog dezelfde dag geeft hij de militaire openbare aanklagers de opdracht drie maanden opschorting te vragen voor alle processen tegen gevangenen in Guantánamo Bay.

### 21 januari
- Het Amsterdamse gerechtshof besluit dat Geert Wilders alsnog moet worden vervolgd voor haatzaaien en discriminatie wegens zijn uitlatingen over de islam.

### 22 januari
- De Congolese rebellenleider Laurent Nkunda wordt op de grens met Congo-Kinshasa gearresteerd door het Rwandese leger.
- De Belgische kunstschaatser Kevin Van der Perren behaalt op het Europees kampioenschap een bronzen medaille.
- In Honduras begint de tiende editie van de UNCAF Nations Cup, het voetbalkampioenschap van Midden-Amerika.

### 23 januari
- Twee kinderen en een volwassene worden op een kinderdagverblijf in het Vlaamse Sint-Gillis-bij-Dendermonde door een twintigjarige Belg doodgestoken; twaalf andere personen worden door hem zwaar verwond. De man wordt later opgepakt. >>Steekpartij in Sint-Gillis-bij-Dendermonde

### 26 januari
- De IJslandse regering is gevallen, zo deelt premier Geir Haarde mee. Reden is de deplorabele economische situatie, veroorzaakt door de kredietcrisis. Vooral de zo belangrijke bancaire sector is ernstig aangetast. In april zullen vervroegde verkiezingen worden gehouden. Wikinieuws

### 27 januari
- Het bestand in de Gazastrook staat onder zware druk, nadat een Israëlische militair om het leven is gekomen bij een bomaanslag bij de grensovergang Kissufim tussen Israël en de door Hamas bestuurde Gazastrook.
- De Rock Witchu Tour van Janet Jackson in Japan wordt uitgesteld. Haar manager noemt de economische crisis als verklaring voor de afgelasting. De 42-jarige zangeres had in februari vijf optredens, in onder meer de steden Osaka, Nagoya en Fukuoka, gepland.
- Bij plunderingen in een winkelcentrum in de Mallagassische hoofdstad Antananarivo worden ten minste 25 mensen levend verbrand.
- De rijksrecherche arresteert zes gemeenteambtenaren en een ambtenaar van de provincie Limburg. De zeven overheidsdienaren worden verdacht van het aannemen van steekpenningen. Het gaat om ambtenaren van Maastricht, Heerlen (2), Stein, Nuth en Spijkenisse.

### 28 januari
- De half-Palestijnse Ramsey Nasr is in de voorgaande weken op het internet tot de Nederlandse Dichter des Vaderlands verkozen, zo maakt zijn voorganger Driek van Wissen op televisie bekend. Nasr zal de komende vier jaar als de ambassadeur van het Nederlandstalige gedicht optreden.
- Over de hele wereld loopt het aantal honingbijen sterk terug. De teelt van groente en fruit komt hierdoor onder druk te staan.
- In New York wordt door Amerikaanse en Nederlandse politici de aftrap gegeven voor de feestelijkheden in verband met de herdenking dat vierhonderd jaar geleden voor het eerst een Nederlands schip op het New Yorkse eiland Manhattan aanmeerde.

### 29 januari
- Het Rotterdamse vervoerbedrijf RET schaft als eerste vervoerder in Nederland de strippenkaart in de metro af. Er kan nu alleen nog met de OV-chipkaart worden gereisd.
- Zeven miljoen Zimbabwanen hebben voedselhulp nodig, aldus het Wereldvoedselprogramma van de Verenigde Naties.
- Het Amerikaanse beveiligingsbedrijf Blackwater Worldwide mag niet meer werken in Irak. De vergunning van het bedrijf is geweigerd vanwege "ongepast gedrag en buitensporig gebruik van geweld", aldus de woordvoerder van het ministerie van Binnenlandse Zaken.
- De Nederlandse journalist Derk Jan Eppink gaat in zee met de centrumrechtse, volgens sommigen rechts-populistische, Belgische politicus Jean-Marie Dedecker. Eppink, ooit medewerker van Eurocommissaris Frits Bolkestein, wordt kandidaat voor diens partij Lijst Dedecker (LDD) bij de verkiezingen voor het Europees Parlement in juni.

### 30 januari
- De Zimbabwaanse oppositieleider Morgan Tsvangirai maakt bekend zijn partij volgende maand gaat deelnemen aan een regering van nationale eenheid met president Robert Mugabe.
- Georgië heeft voor de vierde keer in vijf jaar een nieuwe premier. President Micheil Saakasjvili benoemt de 33-jarige Nika Gilaoeri als eerste minister. Hij volgt Grigol Mgalobisjvili op.
- De belangrijkste filmprijzen van het filmfestival Rotterdam zijn voor Be Calm and Count to Seven van de Iraanse filmer Ramtin Lavafipour, Wrong Rosary van de Turk Mahmut Fazil Coskun, en Breathless van de Zuid-Koreaan Yang Ik-June.
- De Amerikaanse Republikeinen kiezen voor de eerste keer een zwarte leider. De Afro-Amerikaan Michael Steele (50) moet als voorzitter van het Republikeinse Nationale Comité de conservatieve partij uit het slop trekken na de nederlagen bij de presidents- en andere verkiezingen.
- De gratis krant Metro stopt met zijn edities in Spanje. De krant kampt daar met onhoudbare verliezen door dalende advertentie-inkomsten, felle binnenlandse concurrentie en de wereldwijde economische crisis.

### 31 januari
- Bij een brand in Kenia komen meer dan vijftig mensen om het leven. Een vrachtwagen had in de stad Molo olie verloren. Honderden mensen snelden toe om de brandstof mee te nemen. Plotseling brak brand uit.
- Ongeveer 3500 mensen lopen in Vlissingen mee in een protestoptocht tegen de sluiting van het ziekenhuis in die Zeeuwse stad.
- Door een menselijke fout is elke website ter wereld onbereikbaar via zoekmachine Google.
- Het aantal gedode Iraakse burgers en gedode Amerikaanse militairen is in januari 2009 lager dan in elke andere maand sinds de invasie in Irak in 2003.
- De Britse film Slumdog Millionaire van regisseur Danny Boyle wint tijdens het Internationaal Filmfestival Rotterdam de KPN Publieksprijs.

## Overleden
<< · januari · februari · maart · april · mei · juni · juli · augustus · september · oktober · november · december · >>